# Phulwaria
Phulwaria è una suddivisione dell'India, classificata come census town, di 11.732 abitanti, situata nel distretto di Varanasi, nello stato federato dell'Uttar Pradesh.